# 서울 조계사 백송
서울 조계사 백송(서울 曹溪寺 백송)은 서울특별시 종로구 수송동 조계사에 있는 백송이다.  1962년 12월 3일 대한민국의 천연기념물 제9호 '서울 수송동의 백송'으로 지정되었다가, 2008년 현재의 명칭으로 변경되었다.

## 개요
백송은 나무껍질이 넓은 조각으로 벗겨져서 흰빛이 되므로 백송 또는 백골송(白骨松)이라고도 한다. 중국이 원산지로서 조선시대에 중국을 왕래하던 사신들이 가져다 심은 것이다.
조계사 백송의 나이는 약 500살 정도로 추정되며, 높이 14m, 뿌리부분 둘레 1.85m이다. 조계사 뜰 안 대웅전 옆 가까이 서 있고, 대웅전 쪽으로 뻗은 가지만 살아있다. 나무의 한쪽은 사람들이 오가는 통로에 바로 접해있고, 다른 한쪽은 건물에 인접해 있어서 나무가 자랄 수 있는 공간이 부족하고 생육상태도 좋지 않은 편이다.
백송은 흔히 볼 수 없는 희귀한 소나무이고, 오랜 세월동안 조상들의 관심과 보살핌 가운데 살아온 나무이며, 생물학적 자료로서도 가치가 높아 천연기념물로 지정·보호하고 있다.

## 같이 보기
- 조계사
- 백송

## 참고 자료
- 서울 조계사 백송 - 국가유산청 국가유산포털